# مائلة معاكسة
المائلة المعاكسة \ علامة مطبعية تستخدم في الحوسبة وهي صورة معكوسة للمائلة /. في الترميز الموحد وأسكي لها الرماز U + 005C \ REVERSE SOLIDUS (92decimal).